# العلاقات الأنغولية الهايتية
العلاقات الأنغولية الهايتية هي العلاقات الثنائية التي تجمع بين أنغولا وهايتي.

## مقارنة بين البلدين
هذه مقارنة عامة ومرجعية للدولتين:
| وجه المقارنة                                              | أنغولا           | هايتي                                |
| --------------------------------------------------------- | ---------------- | ------------------------------------ |
| المساحة (كم2)                                             | 1.25 مليون       | 27.75 ألف                            |
| عدد السكان (نسمة)                                         | 29.78 مليون      | 10.98 مليون                          |
| الكثافة السكانية (ن./كم²)                                 | 23.82            | 395.68                               |
| العاصمة                                                   | لواندا           | بورت أو برانس                        |
| اللغة الرسمية                                             | اللغة البرتغالية | لغة فرنسية، اللغة الكريولية الهايتية |
| العملة                                                    | كوانزا أنغولي    | جوردة هايتية                         |
| الناتج المحلي الإجمالي (بليون دولار)                      | 124.21 مليار     | 8.41 مليار                           |
| الناتج المحلي الإجمالي (تعادل القوة الشرائية) بليون دولار | 184.83 مليار     | 18.82 مليار                          |
| الناتج المحلي الإجمالي الاسمي للفرد دولار أمريكي          | 4.10 ألف         | 818                                  |
| الناتج المحلي الإجمالي للفرد دولار أمريكي                 |                  | 1.73 ألف                             |
| مؤشر التنمية البشرية                                      | 0.533            | 0.483                                |
| رمز المكالمات الدولي                                      | +244             | +509                                 |
| رمز الإنترنت                                              | .ao              | .ht                                  |
| المنطقة الزمنية                                           | ت ع م+01:00      | 00                                   |

## منظمات دولية مشتركة
يشترك البلدان في عضوية مجموعة من المنظمات الدولية، منها:
| علم المنظمة | اسم المنظمة                                 | تاريخ انضمام أنغولا | تاريخ انضمام هايتي |
| ----------- | ------------------------------------------- | ------------------- | ------------------ |
|             | الاتحاد الدولي للاتصالات                    | 13 أكتوبر 1976      | 10 أكتوبر 1927     |
|             | منظمة حظر الأسلحة الكيميائية                | ?                   | ?                  |
|             | منظمة التجارة العالمية                      | ?                   | ?                  |
|             | منظمة الشرطة الجنائية الدولية               | ?                   | ?                  |
|             | الأمم المتحدة                               | 1 ديسمبر 1976       | 24 أكتوبر 1945     |
|             | يونسكو                                      | 11 مارس 1977        | 18 نوفمبر 1946     |
|             | البنك الدولي للإنشاء والتعمير               | 19 سبتمبر 1989      | 8 سبتمبر 1953      |
|             | وكالة ضمان الاستثمار متعدد الأطراف          | 19 سبتمبر 1989      | 11 ديسمبر 1996     |
|             | مؤسسة التنمية الدولية                       | 19 سبتمبر 1989      | 13 يونيو 1961      |
|             | مؤسسة التمويل الدولية                       | 19 سبتمبر 1989      | 20 يوليو 1956      |
|             | الاتحاد البريدي العالمي                     | ?                   | ?                  |
|             | مجموعة دول أفريقيا والكاريبي والمحيط الهادئ | ?                   | ?                  |

## وصلات خارجية
- موقع وزارة الخارجية الأنغولية
- موقع وزارة الخارجية الهايتية